# Deux-mâts
Un deux-mâts est un terme générique pour désigner un navire à voile comportant deux mâts verticaux.

Il existe de très nombreux types de deux-mâts.

## Typologie
Le mât de beaupré n'étant pas comptabilisé, la typologie est très variable. Classiquement la position des mâts détermine les principaux types.

### Voilier avec grand-mât à l'arrière
- Le brick, gréé en voiles carrées sur ces deux mâts.
- Le brick-goélette, gréé en voiles carrées sur le mât de misaine et en voiles auriques à corne sur le grand mât arrière.
- La goélette se distingue du brick par son gréement complet avec des voiles auriques ou voiles triangulaires.
- Les goélettes à huniers qui disposent de voiles carrés s'appellent les goélette à huniers.
- Le brigantin désigne un gréement voisin du brick ou du brick-goélette sans grand-voile avec une grande brigantine.
- Le Senau est un deux-mâts de commerce ou de guerre, peu fréquent, très proche du brick. Il est gréé en voiles carrées avec un petit mât additionnel dit de tapecul ou "mât de Senau" à l'arrière du grand-mât (qui est dédoublé).

| Type de gréement  | Brick                     | Brigantin | Brick-goélette                                                                          | Goélette à doubles huniers                                                          | Goélette à Hunier                                 | Goélette / Goélette franche                          |
| Type de gréement  | ("brig" en anglais)       | ("Brigantine" s.s. en anglais)                                                                                  | ("hermaphrodite-Brig" ou "shooner-brig" ou "brigantine" s.l. en anglais)                | ("double-topsail schooner" ou "jackass brig" en anglais)                            | ("topsail schooner" en anglais)                   | ("schooner" en anglais)                              |
| ----------------- | ------------------------- | --- | --------------------------------------------------------------------------------------- | ----------------------------------------------------------------------------------- | ------------------------------------------------- | ---------------------------------------------------- |
| Type de gréement  | Brick ("brig" en anglais) | Brigantin ("Brigantine" s.s. en anglais) · Brigantin                                                            | Brick-goélette ("hermaphrodite-Brig" ou "shooner-brig" ou "brigantine" s.l. en anglais) | Goélette à doubles huniers ("double-topsail schooner" ou "jackass brig" en anglais) | Goélette à Hunier ("topsail schooner" en anglais) | Goélette ou Goélette franche ("schooner" en anglais) |
| Exemple de Navire |                           | Le brigantin Experiment, the Newburyport, construite à Amesbury en 1803 (painyure de Nicolay Carmillieri, 1807) |                                                                                         |                                                                                     |                                                   |                                                      |

### Voilier avec grand-mât à l'avant
- Ketch : Les ketchs modernes ont presque exclusivement un gréement bermudien. Les ketchs anciens pouvaient disposer de flèches ou de huniers.
- Ketch à huniers : Comme pour les goélettes, il est possible de rencontrer des huniers (voile carrée) en sommet de mâts. Cette configuration est rare, elle se rencontre sur les ketchs anciens.
- Le yawl est proche du ketch, la différence est liée à la position de la voile d'artimon par rapport au safran[2]. Dans un ketch, l'artimon est positionné en avant du gouvernail (pour stabiliser et augmenter la surface de voile), dans un yawl, l'artimon est en arrière du gouvernail (pour stabiliser le navire).

|                     | Ketch (ketch à corne s.s.) | Ketch bermudien | Ketch à hunier | Yawl (yawl à corne s.s.) | Yawl bermudien |
| ------------------- | -------------------------- | --------------- | -------------- | ------------------------ | -------------- |
| Schéma du gréement  |                            |                 |                |                          |                |
| Exemples de navires |                            |                 |                |                          |                |

## Autres deux mâts
Il existe un très grand nombre d'autres types de bateaux à deux-mâts d'appellation locale comme le bisquine.

## Exemples de navires

### Bricks
- Le Roald Amundsen (1952),  Allemagne
- Le Young Endeavour (1987),  Australie
- Le One and All (1987),  Australie
- Le Fryderyk Chopin (1991),  Pologne
- L’Aphrodite (1994),  Pays-Bas
- Le Stavros S. Niarchos (2000),  Royaume-Uni
- L'Irving Johnson (2002)  États-Unis
- Le Mercedes (2005),  Pays-Bas
- Le Morgenster (2008),  Pays-Bas
- La Grace (2010),  République tchèque
- Le Tre Kronor (2008),  Suède[3]
- Le Lady Washington (1989),  États-Unis
- Le TS Royalist (1971),  Royaume-Uni

### Brick-goélettes
- Le Baltic Beauty (1926),  Pays-Bas
- Le Swift of Ipswich (1937),  États-Unis
- Le Kapitan Glowacki (1944),  Pologne
- Le Søren Larsen (1949),  Royaume-Uni
- Le Jean de la Lune (1957),  Écosse
- Le STS Young Endeavour (1987),  Royaume-Uni
- Le SSV Corwith Cramer (1987),  États-Unis
- Le Tunas Samudera (1989),  Malaisie
- Le Kaisei (1990),  États-Unis
- Le Swan (1993,  Italie
- Le SSV Robert C. Seamans (2001),  États-Unis
- L'Irving Johnson (2002),  États-Unis

### Goélettes
- L’Anna Rogde (1868)  Norvège
- Le N°5 Elbe (1883)  Allemagne
- Le Tradewind (1911)  Pays-Bas.
- La Marie Galante (1915)  Pays-Bas.
- Le Gallant (1916)  Pays-Bas.
- Le Catherina (1920)  Pays-Bas.
- Le Zaca (1930)  États-Unis
- Le Brilliant (1932) Mystic Seaport  États-Unis.
- L'Atyla (1984) Bilbao Espagne.
- Le Gladan (1946) et son sister-ship le Falken (1947)  Suède.
- Le Harvey Gamage (1973)  États-Unis.
- Le Californian (1984)  États-Unis.
- Le Quinnipiack (1984)  États-Unis.
- Le Tara (1989)  France, navire scientifique.
- L’Enterprize (1997)  Australie.
- Le Pacific Grace (2001)  Canada.

### Goélettes à huniers
- L’Alma Doepel (1903)  Australie.
- Le Solway Lass (1902)  Australie
- La Belle Poule (1932)  France.
- L' Étoile (1932)  France.
- L' Étoile de France (1938)  France
- Le Jacob Meindert (1952) et le JR Tolkien (1964)  Pays-Bas.
- Le Shenandoah (1964)  États-Unis.
- Le R. Tucker Thompson (1985)  Nouvelle-Zélande.
- Le Hendrika Bartelds (1918)  Pays-Bas
- Le Wylde Swan (2010)  Pays-Bas, ancien chalutier de 1920 reconverti
- L'Amistad (1939) réplique de bateau d'un ancien schooner négrier
- Le Californian (1984),  États-Unis
- Le Pacific Swift (1986),  Canada
- Le Pride of Baltimore II (1988),  États-Unis
- La Recouvrance (1991) goélette ambassadrice du port de Brest  France
- Le Sadko (1993),  Russie
- Le Rainbow Gypsy (2000),  Australie
- Le Lynx (2001),  États-Unis

### Senau
- L’Irène (1748), a navigué de 1748 à 1757

### Brigantin
- L'Eye of the wind (1911),  Allemagne, transformé en brigantin.

### Ketch
- L’Étoile Polaire (1916) est un ketch français
- Le Joshua est un ketch français en acier de Bernard Moitessier construit au chantier Meta de Tarare en 1961
- Le Notre Dame des Flots est un ketch français en bois, construit en 1942 pour la pêche en mer du Nord
- Le Zénobe Gramme est un ketch belge
- Le Seute Deern II est un ketch allemand
- Le Hawaiian Chieftain (1988) est un ketch hawaïen
- L’Orsa Maggiore est un ketch bermudien
- L’Esther Jensen (1939) est un ketch néerlandais
- L’Arawak est un ketch français, construit aux Sables-d'Olonne en 1954
- Le Pen Duick II est à l'origine un ketch, configuration dans laquelle il fut utilisé par Éric Tabarly lors de sa victoire dans la course transatlantique en solitaire en 1964
- Le Pen Duick VI est un ketch français célèbre conçu pour la course autour du monde en escale et en équipage, la Whitbread de 1973, sur lequel Éric Tabarly a remporté la Transat anglaise en solitaire en 1976, après avoir essuyé trois tempêtes

### Yawl
- Le Spray est un ancien cotre américain transformé ultérieurement en yawl
- Le Gipsy Moth IV sur lequel Sir Francis Chichester boucla un tour du monde en solitaire en 1967 était un yawl. La Rose Noire II
- Le Rose Noire II (1964), ex Vindilis, est un yawl bermudien, membre du YCC La Rochelle. Construit sur un plan de Eugène Cornu, il est, depuis 2000, classé monument historique du patrimoine maritime
- Le Lys Noir (1914) est un yawl français et un des rares voiliers de yachting. Il mouille actuellement à Granville
- La Grande Hermine (1932) est un yawl français

### Lougre
- Le Grand Léjon : lougre de la baie de Saint-Brieuc
- Le Corentin : lougre chasse-marée de Quimper
- L'Ibis : lougre en bois britannique construit en 1930

#### Ouvrages généraux de marine à voile
- Parïs Bonnefoux et De Bonnefoux, Dictionaire de marine à voiles, Editions du Layeur, 1999 (réédition d'un ouvrage du xixe siècle), 720 p.
- Collectif, Guides des voiliers : Reconnaître les gréements anciens, Douarnenez, Le Chasse Marée, 1988, 72 p. (ISBN 2-903708-13-4)
- Collectif, Guide des termes de marine : Petit dictionnaire thématique de marine, Douarnenez, Le Chasse Marée - Armen, 1997, 136 p. (ISBN 2-903708-72-X)
- Collectif, Guide des gréements : Petite encyclopédie des voiliers anciens, Douarnenez, Le Chasse Marée, 2000, 127 p. (ISBN 2-903708-64-9)

#### Navires (vieux gréements)
- (en) Otmar Schäuffelen (trad. Casay SERVAIS), Chapman, Great sailing ships of the world, Hearst Books (New York), 2002, 420 p. (ISBN 1588163849)

- (en) Otmar Schäuffelen (trad. de l'allemand par Casay SERVAIS), Chapman, Great sailing ship of the world, Hearst Books (New York), 2002, 420 p. (ISBN 1-58816-384-9, lire en ligne)
- JAFFRY Gwendal, MILLOT Gilles, Guide des grands voiliers : Des voiliers de travail aux navires écoles, Douarnenez, Le Chasse Marée, 1999, 128 p. (ISBN 2-903708-86-X)
- HERON Jean Benoit, Ces Bateaux qui ont découvert le monde, Douarnenez/Grenoble, Le Chasse Marée - Glénat, 2013, 127 p. (ISBN 978-2-7234-9734-3)
- ROLLAND François Marie, STICHELBAUT Benoît, Grands voiliers, Brest, Editions Le Telegramme, 2008, 140 p. (ISBN 978-2-84833-198-0)
- LE BRUN Dominique, STICHELBAUT Benoît, Grands voiliers, Brest, Editions Le Telegramme, 2012, 37 p. (ISBN 978-2-84833-283-3)
- LE BRUN Dominique, Le Guide des grands voiliers, Grenoble, Le Chasse Marée - Glénat, 2010, 127 p. (ISBN 978-2-35357-059-1)
- MEYER Nathalie, 100 Bateaux cultes, Paris, Solar Editions, 2013, 125 p. (ISBN 978-2-263-06242-1)
- PUGET ollivier, DARDE Jean Noël, Partir sur les grands voiliers : Le guide pour embarquer, Paris, Guides Balland (Paris), 2000, 318 p. (ISBN 2-7158-1277-9)